# Neil Armstrong (Schiedsrichter)
Neil Armstrong (* 23. Dezember 1932 in Plympton, Ontario; † 6. Dezember 2020 in Sarnia, Ontario) war ein kanadischer Eishockey-Schiedsrichter in der National Hockey League (NHL).

## Karriere
In seiner Jugend begann er zunächst normal Eishockey zu spielen, wobei klar war, dass er es nicht in den Profibereich schaffen würde. Es bot sich ihm jedoch die Gelegenheit, Schiedsrichter zu werden. Er stieg sehr schnell auf und debütierte im November 1957 in der National Hockey League (NHL) und etablierte sich dort in der Folge. 1973 wurde er in Detroit dafür geehrt, dass er sein 1314. Spiel leitete und den bis dahin von George Hayes gehaltenen Rekord brach. Armstrong nahm an insgesamt mehr Spielen teil als NHL-Rekordspieler Gordie Howe, insgesamt waren es in 22 Jahren 1744 Partien.
1978 zog er sich aus dem aktiven Sport zurück und wurde Talentscout bei den Montréal Canadiens. Sein Sohn Doug ist derzeit General Manager der St. Louis Blues. Seine Verdienste für den Sport wurden 1991 mit der Aufnahme in die Hockey Hall of Fame gewürdigt. Er starb am 6. Dezember 2020 im Alter von 87 Jahren in Sarnia.